# Masanosuke Watanabe
Masanosuke Watanabe (渡辺 政之輔, Watanabe Masanosuke) né le 7 septembre 1899 à Ichikawa, et mort le 6 octobre 1928, à Keelung, est un membre du Parti communiste japonais.